# Gambia (Reino de la Mancomunidad)
Gambia (en inglés: The Gambia) fue un Reino de la Mancomunidad de Naciones durante cinco años desde la independencia del país, el 18 de febrero de 1965 hasta su conversión en república tras un referéndum el 24 de abril de 1970. Durante ese período Isabel II fue la única Reina de Gambia y jamás visitó el país en su calidad de jefe de Estado (sí lo había hecho previamente, cuando el país era una colonia). Su Primer ministro fue Dawda Jawara, quien posteriormente se convertiría en presidente de la República.

## Historia

### Antecedentes
El proceso de independencia de Gambia comenzó a finales de los años cincuenta. En septiembre de 1959 se extendió el derecho al voto a todos los ciudadanos adultos. En abril de 1960 entró en vigor una nueva constitución colonial. El Consejo Legislativo pasó a ser la Cámara de Representantes, 27 de cuyos miembros eran elegidos, 3 nominados y otros 4 lo eran de oficio. Las elecciones tuvieron lugar en mayo y se anunció la independencia del país para abril de 1961, coincidiendo con la de Sierra Leona. Sin embargo esta previsión no se llevó a cabo. En 1961, N'Jie, primer ministro desde marzo, visitó Dakar, y autoridades senegalesas hicieron lo propio con Bathurst. Estas reuniones no llegaron a un acuerdo de unión. En julio se acordó conceder la autonomía interna a Gambia en mayo de 1962, pero sin hacer previsiones respecto de la independencia. Llegado mayo de 1962, se celebraron elecciones, en las que el PPP obtuvo 18 puestos, frente a 13 del UP, de forma que Jawara pasó a ser primer ministro.
Con el ascenso de Jawara al poder, la administración colonial comenzó una retirada gradual de Gambia, y el autogobierno fue concedido en 1963. Jawara fue nombrado jefe de Gobierno en el mismo año, y la independencia llegó el 18 de febrero de 1965, como un Reino de la Mancomunidad de Naciones, con Isabel II como jefa de estado.

### Hacia la República

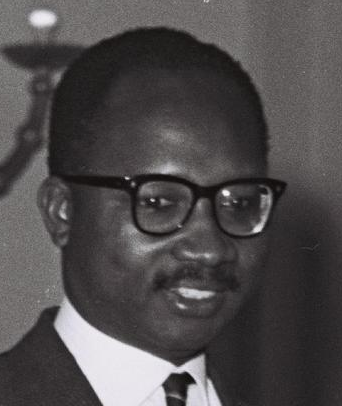
Dawda Jawara, Primer ministro de Gambia durante su período como Reino de la Mancomunidad.

El advenimiento de la independencia volvió a plantear el problema de la viabilidad económica del país, basada en aquel momento en el cultivo del cacahuete, un producto que presentaba un mercado con muchos competidores y que suponía en 1966 el 90% de las exportaciones gambianas. Por ello se especulaba con la aproximación a Senegal, como ya recomendaba el informe de la ONU de 1963. Esta aproximación se veía dificultada por el golpe de Estado abortado en Senegal en diciembre de 1962, las presiones en el partido de Jawara y los desacuerdos entre los gobiernos gambiano y senegalés, principalmente sobre el momento más oportuno para establecer la asociación.
En junio de 1965 el parlamento aprobó una moción para convertir al país en una república un año después de alcanzada la independencia (como hicieran otros países africanos de la Mancomunidad de Naciones, como Kenia y Uganda). Este movimiento por parte de Jawara supuso la ruptura de la coalición entre el PPP y el Partido Unido (PU), que gobernaba el país desde la independencia. El asunto del régimen republicano fue sometido a referéndum (18 a 26 de septiembre de 1965) con el resultado de 61 568 votos en contra y 31 921 a favor. Gambia continuó siendo una monarquía en los primeros años de su independencia. En 1969 el comité ejecutivo del PPP nuevamente presentó un proyecto de constitución al parlamento con la que el país pasaría a ser una república.
El proyecto fue aprobado en el parlamento (88 votos a favor, 8 en contra) y se sometió a referéndum en abril de 1970. El resultado fue de 84 068 votos a favor y 35 683 en contra. La República fue formalmente declarada unos días más tarde, el 24 de abril de 1970.
Jawara, ahora como presidente de la República, sustituyó a Isabel II como jefe de Estado, siendo abolido el cargo de primer ministro al cambiar el régimen de uno parlamentario a uno presidencialista. Gambia permanecía en el seno de la Mancomunidad de Naciones y la libra gambiana permanecía ligada a la par con la esterlina. Los mandatos del presidente y de los parlamentarios se fijaron en cinco años.